# Raoul Pradier
Pour les articles homonymes, voir Pradier.
 (septembre 2015).
Si vous disposez d'ouvrages ou d'articles de référence ou si vous connaissez des sites web de qualité traitant du thème abordé ici, merci de compléter l'article en donnant les références utiles à sa vérifiabilité et en les liant à la section « Notes et références ».
Raoul Pradier est né à Bagnolet, le 16 août 1929 et mort le 16 septembre 2017 au Plessis Robinson, est un peintre français.

## Biographie
Fils d’un père auvergnat et d’une mère béarnaise, l’école communale de la porte de Montreuil, puis celle de la rue Saint-Benoît, accueillent Pradier avant que la guerre ne perturbe sa scolarité. La fin des hostilités permet le retour à Paris et l’inscription à un atelier préparatoire aux Arts Déco où Pradier rencontre Jean-Jacques Morvan, Michel de Gallard et Paul Rebeyrolle.
Finalement, il choisit en 1949 l’École des métiers d’art, dirigée par Camille Fleury, où enseignent Humblot, Despierre et Aujame. Ce dernier, chaque année, l’été venu, invite peintres et élèves à Sauvagnat où, ensemble, ils travaillent et se divertissent. « Je suis heureux de voir pousser ici, en liberté, des tempéraments particulièrement riches comme Raoul Pradier ou Pierre Chièze que j'ai eu la chance de découvrir... ». En 1952, le peintre obtient le diplôme de fin d’étude convoité. En quête de cimaises, il contacte sur les conseils de Robert Humblot la directrice de la Galerie Framond : Françoise Richard. Un contrat d’exclusivité est signé. Pendant deux ans, l’artiste participe aux différentes expositions collectives de la galerie de la rue des Saints-Pères, dont la Nouvelle Vague parrainée par Marcel Zahar. En 1952, Pradier obtient une bourse au Prix Antral avec Les Poissons, toile acquise par l’État. Le prix échoit finalement à Michel de Gallard.
La Galerie Framond organise une première exposition personnelle autour des toiles des Baléares et de Provence. « Une moisson de paysages drus, rudes, solidement maçonnés et de larges factures. C'est une peinture sans concession que la sienne, une peinture dont l'expression sévère peut s'inscrire dans la lignée de celles qui, de Courbet à Dunoyer de Segonzac, ont glorifié la nature ». La critique salue ces débuts prometteurs : « Parmi les jeunes, il occupe une place de choix, s'émerveillant de découvrir, dans le quotidien, maintes raisons d'admirer et d'agir ». « Pradier est le peintre de la sobriété ; nul éclat dans sa couleur, ni dans sa composition, seulement une sorte de robustesse mise en valeur par une matière savoureuse et par des beaux noirs ». « Sans doute aurons nous en Pradier, l'homme sain qui redonnera à ses camarades le goût du beau métier voué à l'expression de l'irremplaçable motif, la nature ».
Sur les conseils du critique René Domergue, le peintre présente son travail à Jean Rumeau, Galerie Saint-Placide, dans l’espoir d’une collaboration. Mme Richard, informée, refuse l’infidélité de son jeune espoir. Peintre et Marchand se brouillent, et finalement, sur décision de justice, Pradier est condamné aux dépens à régler la coquette somme de deux millions cinq cent mille francs ! Conséquence heureuse de la discorde, l’artiste obtient à 26 ans, le 27 juin 1955 à la Galerie Saint-Placide, avec Sarthou, le prix de la Critique, considéré comme le Goncourt de la peinture. Le prix est remporté sur une sélection comportant entre autres Alexandre Garbell, Geneviève Asse, Jean-Jacques Morvan, Pierre Lesieur, Charlot et Dufour. Trois toiles exposées dans cette même galerie, Baléares, Les Trois Nus et Coqs Pendus permettent le succès obtenu après de longues et âpres délibérations et sept tours de scrutins. « Parmi les jeunes peintres figuratifs, Pradier est l'un des mieux doués. Il excelle à rehausser des formes bien définies d'accords vibrants ». La même année, sur les conseils de Humblot, le peintre rejoint la Galerie Romanet avec laquelle il signe pour cinq ans un contrat d’exclusivité.
Le peintre expose au Salon d’automne, auquel il adresse essentiellement des natures mortes, et aux Indépendants. Surtout, il rejoint les bataillons figuratifs du Salon des jeunes peintres qui lui décerne, en 1954, son prix du Jeune Peintre avec Le Marché. La toile « originalement construite » « qui témoigne de cette recherche d’accords discrets, à base de gris, de noirs, de verts coude laques sombres » est offerte au musée des beaux-arts de Poitiers. L’année suivante, Pradier est élu secrétaire général du comité d’organisation. Quelques mois plus tard, il expose à Comparaisons et à l’École de Paris avec Port d’Espagne. Il présente Coqs Pendus au Salon des Tuileries, toile présentée avec succès quelques mois plus tard au Prix de la Critique. « Peu de jeunes artistes sont aussi doués que Pradier : son dessin est d'une belle fermeté, (...) ses masses sont bien établies, ses rapports de tons impeccables, ses couleurs sont d'une grande distinction, sans effet facile, enfin ses mises en page ingénieuses, originales ». Le peintre est invité à la Biennale de Menton. Puis la collaboration avec la Galerie Romanet se concrétise par différentes expositions personnelles. La première, en 1958, propose au public une soixantaine d’œuvres, essentiellement des paysages et des natures mortes. D’autres suivront en 1960 et 1961. La Galerie Motte fait découvrir Pradier au public suisse.
Après l'exposition de 1961, les relations du peintre avec son marchand se détériore avant de cesser. Le parcours de Pradier apparaît exemplaire à plus d'un titre. En premier lieu, illustre la célérité avec laquelle, dans une période d'exceptionnel euphorie du marché de l'art, de jeunes artistes sont portés précocement au pinacle par une critique avide de découvertes. Deux ans avant l'obtention du prix du Salon de la Jeune Peinture et trois avant celui de la Critique, Pradier compte encore au nombre des élèves anonymes de l'École des métiers d’art. Ensuite, il témoigne de la toute-puissance des marchands pour obtenir et pérenniser le succès. Brouillé successivement avec deux influents galeristes, le peintre se ferment définitivement de nombreuses portes. Il n'est plus défendu quand la figuration est malmenée et quand survient, à partir de 1962, la crise du marché. L'art de  Pradier, particulièrement ses natures mortes exécutées au couteau dans des tons sourds, illustre les préoccupations formelles de la Nouvelle Vague. Plus jeune de quelques années que les pères fondateurs du Salon de la Jeune Peinture, Pradier s'impose quand déjà apparaissent les prémices d'une évolution radicale vers davantage de couleurs et de lumière. Puis, viendra le temps du triomphe de l'abstraction sur les cimaises officielles. L'art austère des années d'après-guerre est relégué au rang de témoignage d'une époque à oublier. Alors, seuls les artistes précurseurs au marché solidement établi, défendus par le négoce, conservent quelques prébendes. Pour les autres débute le temps de l'oubli. Pour un temps seulement.

## Distinctions et hommages
- 1953 : Bourse au Prix Antral avec Les Poissons
- 1954 : Prix du Salon des Jeunes Peintres avec Le Marché
- 1955 : Prix de la Critique avec Coqs pendus
- 1957 : Biennale de Menton

## Expositions particulières
- 1955 : Galerie Framond, Paris
- 1957 : Galerie Romanet, Paris
- 1959 : Galerie Motte, Genève
- 1959 : Galerie Malaval, Lyon
- 1961 : Galerie Romanet, Alger
- 1962 : Galerie Reichenbach

## Expositions de groupe
- 1954 : Galerie Guénégaud, Paris. Aux côtés de Françoise Adnet, Claude Autenheimer, Philippe Cara Costea, Gaëtan de Rosnay, Charles Folk, Charles Guignebert et Paul Rebeyrolle.
- 1955 : Exposition La Nouvelle Vague, Galerie Framond, Paris. Aux côtés de Paul Rebeyrolle, James Taylor, Simone Dat, Elisabeth Dujarric, Claude Autenheimer, Gérard Tisserand, Michel de Gallard, Guy Bardonne, François Heaulmé, Michel Thomson, Pierre Chièze, Gaëtan de Rosnay, Michel Rodde, Ginette Rapp, Claude Schürr...
- 1955 : Exposition Fleurs coupées, Galerie Romanet, Paris. Aux côtés de Vincent van Gogh, Bernard Buffet, Claude Monet, Georges Braque, Pierre Bonnard, Eugène Baboulène, Jules Cavaillès, Antoni Clavé, Dufresne, Pierre Laprade, Dunoyer de Segonzac, Bernard Lorjou, Roger Limouse, Charles Kvapil, Henri Matisse, Charles Walch, Vlaminck, Jean Puy, Édouard Vuillard, Auguste Renoir, Terechkovitch, Émile Sabouraud, Roland Oudot, Van Dongen, Charles Camoin, Edmond Ceria, Berthe Martinie, André Derain, Camille Fleury...
- 1960 : Exposition 5 Jeunes Peintres à Venise, Galerie Romanet, Paris. Aux côtés de Pierre Coquet, Robert Coutelas, Jacques Truphémus et Jacques Yankel

## Salons
- 1949-1955 : Salon de la Jeune Peinture
- 1951-1954 : Salon d'automne
- 1952 : Salon des indépendants
- 1953-1955 : Salon du Dessin et de la Peinture à l'eau
- 1955 : Salon de la Nouvelle École de Paris
- 1955 : Salon des Tuileries
- 1955 : Comparaisons
- 1955-1957 : Biennale de Menton
- 1958 : Salon des Grands et des Jeunes Peintres
- 1971 : Salon de la Société Artistique de l'Aube